# ونکتپورا، گدگ
ونکتپورا، گدگ (به انگلیسی: Venkatapura, Gadag) یک روستا در هند است که در کارناتاکا واقع شده‌است.